# Impôt sur la valeur locative
L'Impôt sur la valeur locative en allemand Eigenmietwert est un impôt immobilier relevant de la fiscalité en Suisse qui touche les propriétaires d'un bien immobilier calculé sur la valeur locative de celui-ci depuis les années 1940.

## Description
Cette disposition est perçu en 2024 dans un nombre réduit de relativement petits pays : la Suisse, l’Islande, le Luxembourg, les Pays-Bas, la Slovénie. Il consiste en l'imposition du revenu immobilier libre (non loué) comme s'il était loué. Le revenu immobilier imposé est donc fictif et est calculé sur la valeur locative considérée comme un revenu réel bien que fictif. Cet impôt est pratiqué par tous les cantons suisses.
En contrepartie de l’impôt prélevé sur ce revenu locatif présumé, les propriétaires peuvent faire valoir des déductions: les frais d’entretien et les intérêts hypothécaires.
La justification de cet impôt se base sur plusieurs idées :
- Lorsqu'un propriétaire occupe des locaux relativement importants, dont il n'a pas réellement besoin en totalité, il soustrait ces locaux à la mise en location, pour son confort personnel. En période de pénurie de logement, le fait de taxer ces locaux non loués doit inciter le propriétaire à les mettre en location.
- Cet impôt amortit le coût des travaux d'entretien de la résidence du propriétaire.
- Il permet d'accroître la pression fiscale sur les propriétaires immobiliers riches.
- Il favorise la mobilité professionnelle : en effet, si un propriétaire doit quitter son appartement pour habiter ailleurs où il paiera un loyer, il pourra donner l'appartement qui lui appartient et utiliser l'intégralité du loyer qu'il va recevoir (donc sans déduction fiscale supplémentaire) pour payer son propre loyer. Cet impôt induit donc une forme de neutralité fiscale pour les propriétaires migrateurs[1].
- Il réduit la fraude fiscale des propriétaires qui sont tentés de déclarer des loyers minorés, puisqu'ils doivent payer un impôt même s'ils ne font pas de déclaration de location.

## Historique
Il a été créé en Suisse pendant la 1re guerre mondiale, puis supprimé, réintroduit en 1934 comme un impôt provisoire, puis rendu définitif en 1958.
Il est régulièrement attaqué par les partis de droite au parlement suisse ainsi que par divers groupes de contribuables ou d'associations de propriétaires fonciers.
En 2018, la Commission de l'économie et des redevances fait le projet d'abandonner la taxation de la valeur locative pour les logements occupés par leurs propriétaires, elle restera en vigueur pour les résidences secondaires. En contrepartie, il ne serait plus possible de déduire les frais d’entretien, ni les mesures d’économie d’énergie, ni les frais de restauration de monuments historiques. Les cantons resteraient toutefois libres de maintenir certains de ces rabais. En septembre 2021, le conseil des États (Suisse) a accepté d'abolir cet impôt.

## La place de l'impôt sur la valeur locative dans la panoplie des impôts sur le capital immobilier
Outre les impôts sur la transmission des biens (vente, succession, donation), et notamment l'impôt sur la plus-value immobilière, il existe trois types d'impôts payables annuellement qui frappent le droit de propriété :
- Les impôts proportionels à l'assiette : l'impôt foncier.
- Les impôts progressifs selon l'assiette de la fortune : Impôt sur la fortune dans certains cantons suisses, en Norvège, en Espagne, Impôt sur la fortune immobilière en France.
- Les impôts progressifs selon l'assiette des revenus, souvent appelés impôt sur le revenu : l'Impôt sur la valeur locative entre danns cette catégorie[7].

## Votations sur le sujet en Suisse
- Initiative populaire « Propriété du logement pour tous » du 7 février 1999 (41,3 % oui, 58,7 % non)[8]
- Paquet fiscal (Train de mesures fiscales) du 16 mai 2004 (65,9 % Non)[9]
- Initiative populaire « Accéder à la propriété grâce à l'épargne-logement » (17 juin 2012)  du 17 juin 2012 (68,9 % Non)[10]
- Initiative populaire « Sécurité du logement à la retraite » (23 septembre 2012) (52,6 % Non)[11]
- En juin 2023, le Conseil national Suisse accepte le principe de la suppression de la valeur locative, avec en contre-partie la non-déductibilité fiscale de la totalité des intérêts d'emprunt ainsi que des dépenses d'entretien[12].

## Critiques
Frappant un revenu théorique, cet impôt peut heurter tout particulièrement des personnes disposant de faibles revenus, notamment les personnes âgées à partir de la prise de retraite. La détermination précise de ce revenu est complexe et difficile à mettre en œuvre.
Le FMI et l'OCDE se sont inquiétés du niveau d'endettement des ménages privés en Suisse à cause de cet impôt, encourageant la Suisse à réformer son système, pointant particulièrement le danger que le montant total des hypothèques [en 2024] dépasse de 150% le PIB de 800 milliards. Le système suisse incite donc plutôt à s'endetter qu'à rembourser.

## Compensation après suppression éventuelle de l'impôt
Au vu de la suppression de l'ISLVL, l'impôt foncier sur les résidences secondaires pourrait augmenter en compensation, les frais d'entretien ne seraient plus déductible et les intérêts passifs ne le seraient qu'à hauteur de 40% du rendement imposable de la fortune.

## Comparaison
En Belgique, l'impôt sur la valeur locative se nomme Revenu cadastral. En France, la Valeur locative cadastrale est le « loyer annuel théorique que pourrait produire un immeuble bâti ou non bâti, s'il était loué dans des conditions normales ». Elle est utilisée pour calculer les taxes perçues au profit des collectivités territoriales : taxe d'habitation, contribution économique territoriale (remplaçant l'ancienne « taxe professionnelle »), taxe foncière sur les propriétés bâties ou non bâties (c'est-à-dire les exploitations agricoles).

## Impôt sur la valeur locative dans le monde
Cet impôt est perçu en 2024 dans un nombre réduit de relativement petits pays : la Suisse, l’Islande, le Luxembourg, les Pays-Bas, la Slovénie. 

### France
En France, il a également été créé en 1914, et supprimé en 1965 dans le but d'inciter les membres de la classe moyenne à devenir propriétaires.